# Cinofilia

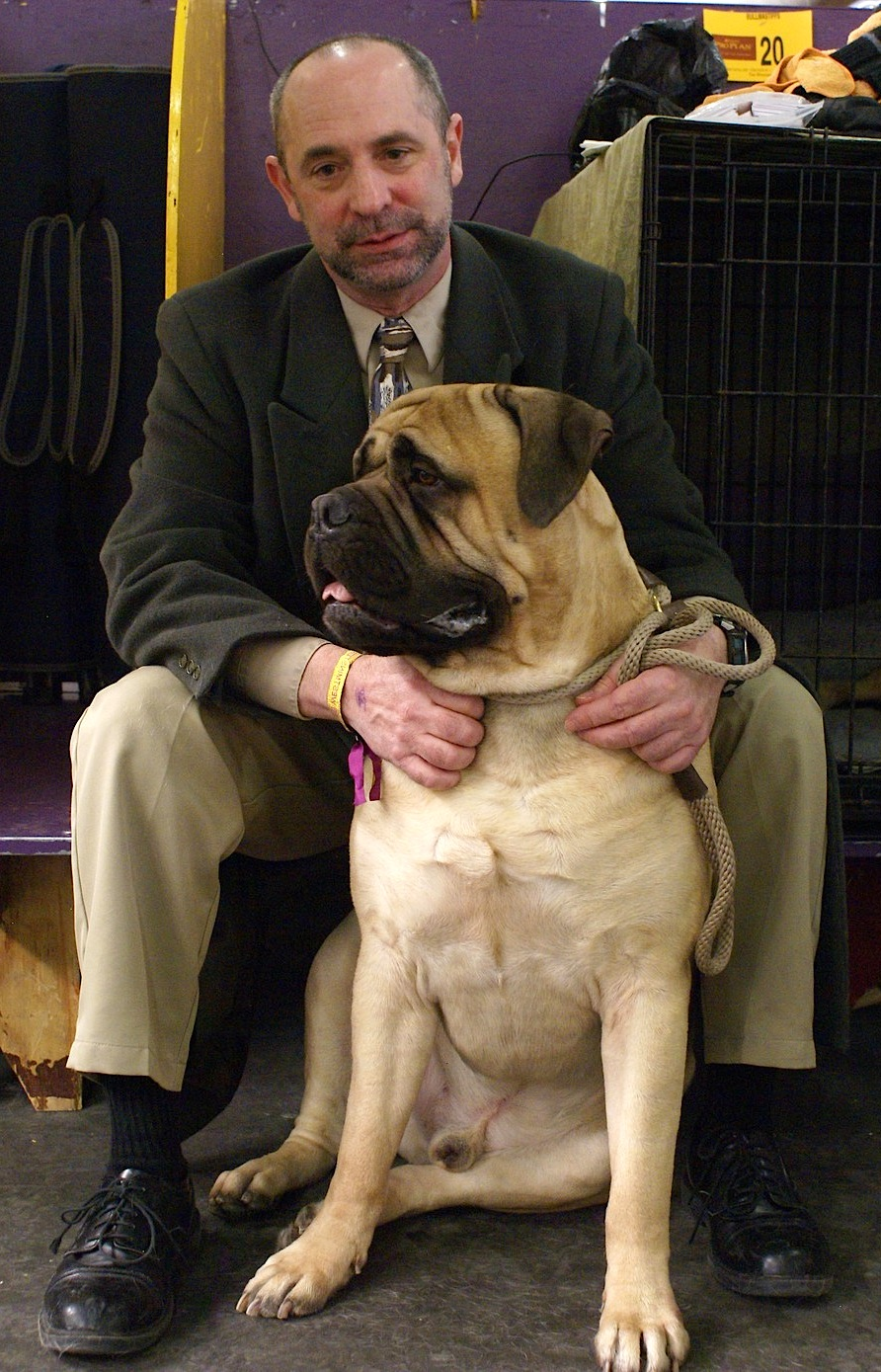
Handler e seu cão no Westminster Kennel Club Dog Show (show de conformação), Estados Unidos.

Cinofilia (Cino do grego kýon, kinos, "cão"; filia do grego philia, "amor") é o amor aos cães, o antônimo de cinofobia. Está relacionada ao estudo e criação de cães (canicultura) com objetivo do aperfeiçoamento de raças puras ou estirpes de cães, por hobby ou profissão. Aquele que é adepto da cinofilia é tratado como cinófilo.
Etimologicamente, a cinofilia se refere ao interesse, amor, ou mesmo paixão para com os cães, um animal que tem — juntamente com o gato — um lugar privilegiado entre os animais de estimação no ocidente e é muitas vezes apresentado como o "melhor amigo do homem". Alguns autores consideram que a cinofilia e a cinologia foram realmente desenvolvidas apenas no século XIX, quando os criadores e fãs de cães estavam tentando produzir ou estabelecer e classificar várias "raças" de cães, um trabalho que acompanhou o surgimento de competições de shows de conformação, fundação de kennel clubes e emissão de pedigrees.
Por extensão, o termo cinofilia é por vezes utilizado para descrever grupos ou pessoas que estudam, criam e se dedicam aos cães de raça ou de performance, e que estão rotineiramente em busca do aperfeiçoamento dos cães quanto à morfologia (com os parâmetros do padrão oficial de cada raça) e temperamento (com parâmetros de utilidade). Para avaliar morfologia e temperamento, respectivamente, são realizados diversos eventos de shows de conformação, e provas de trabalho ou esportes caninos. 